# Конце, Вернер
Ве́рнер Ко́нце (нем. Werner Conze; 31 декабря 1910, Нойхаус, Нижняя Саксония, Германия — 28 апреля 1986, Гейдельберг, Германия) — немецкий историк, основоположник структурной (социальной) истории.

## Биография
Конце принадлежал к прусской фамилии учёных и юристов. Его дедом был археолог Александр Конце, раскапывавший Пергам. В 1934 получил докторскую степень и начал работать в Кёнигсбергском университете под руководством историка Ханса Ротфельса. В конце 1930-х гг. он вступил в НСДАП (членский билет № 5.089.796). Летом 1939 был призван на военную службу в вермахт. Долгое время ему не удавалось защитить хабилитационную диссертацию, потому что специалисты усматривали в его историческом исследовании социологический подход. Конце защитил работу только в 1943 в имперском университете Позена (Познани). В 1943 служил в чине капитана. Попал в советский плен, откуда был освобождён в июле 1945. В Нижней Саксонии он нашёл свою семью, бежавшую из Кёнигсберга.
После Второй мировой войны Конце работал в Гёттингенском, Мюнстерском и (с 1957) Гейдельбергском университетах, в 1969—1970 был ректором Гейдельбергского университета. Член Гейдельбергской академии наук и член-корреспондент Баварской и Рейн-Вестфальской академий наук. В 1972—1976 председатель Союза немецких историков (ФРГ).
Среди его учеников в Гейдельберге — известные немецкие историки Ханс Моммзен, Райнхарт Козеллек.

## Научная деятельность
С начала 1930-х гг. Вернер Конце занимается исследованиями истории Восточной Европы (Ostforschung). В сложный период господства нацистов в Германии он тяготеет к междисциплинарному подходу, к использованию для нужд исторического исследования данных и методов социологии, демографии и других наук. После войны он развивает исследование социальной истории, сформулировав новые требования к историографии («структурная история»). Конце постулировал, что процесс индустриализации не может быть адекватно понят исключительно на основе экономических или политических факторов без учёта социальных явлений (рост населения, распределение доходов и т. д.). Подход Конце получил отклик у молодого поколения западногерманских историков 1950-х — 1960-х гг.
Большим вкладом Конце в историографию стало его участие в разработке «истории понятий» (Begriffsgeschichte) вместе с Р. Козеллеком и Отто Бруннером. Результатом их сотрудничества стало издание фундаментальной энциклопедии «Основные понятия исторической науки. Историческая энциклопедия социально-политического языка в Германии» в 9-ти тт. (1972—1997),

## Дискуссии о роли Конце в политике нацистской Германии
В 1998 Конце вместе с другими историками (Теодор Шидер, Альберт Бракман, Отто Бруннер и др.) оказался в центре публичной дискуссии. В концепции Гёца Али Конце вместе с Т. Шидером был причислен к «интеллектуальным предшественникам уничтожения» («Vordenker der Vernichtung»). На ряд историков была возложена ответственность за подготовку идеологических основ нацистской политики в отношении народонаселения Восточной Европы. В некоторых ранних публикациях Конце были найдены следы его антисемитских взглядов. Новейшие исследования показали, что он действительно обосновывал национал-социалистскую политику — например, тезисы о «наследственном здоровье крестьянства как источнике крови немецкого народа» или требование 1940 о «деюдификации городов и поселков» («Entjudung der Städte und Marktflecken») в оккупированной Польше. Однако во время шестилетней службы в вермахте Конце практически не публиковался, и в его хабилитационной работе не обнаруживается антисемитской риторики.

## Труды
1. Agrarverfassung und Bevölkerung in Litauen und Weißrußland. Leipzig, 1940
2. Hirschenhof. Berlin: Junker & Dünnhaupt, 1934
3. Die weißrussische Frage in Poln. Bund Dt. Osten. Berlin, 1939
4. Die Geschichte der 291. Infanterie-Division 1940—1945. Bad Nauheim: H. H. Podzun, 1953
5. Deutsche Einheit. Münster, 1958
6. Die preußische Reform unter Stein und Hardenberg. Bauernbefreiung un Städteordnung. Stuttgart, 1956
7. Bauernbefreiung un Städteordnung. Stuttgart, 1956
8. Polnische Nation und deutsche Politik im Ersten Weltkrieg. Köln, 1958
9. Die Deutsche Nation. Ergebnis der Geschichte. Göttingen, 1963
10. Zusammen mit Erich Kosthorst und Elfriede Nebgen: Jakob Kaiser. Politiker zwischen Ost und West 1945—1949. Stuttgart, 1969
11. Geschichtliche Grundbegriffe. Historisches Lexikon zur politisch-sozialen Sprache in Deutschland / Hrsg. v. Otto Brunner, Werner Conze und Reinhart Koselleck. Stuttgart, 1972 ff.